# Evan Peters
Evan Peters (født 20. januar 1987) er en amerikansk skuespiller. Han er mest kendt for sine roller på FX-tv-serien American Horror Story, hvor han startede som den psykopatiske Tate Langdon. Samt hans rolle i filmen X-Men: Days of Future Past som Quicksilver i 2014.

## Filmografi

### Film
| År   | Titel                           | Rolle               | Noter    |
| ---- | ------------------------------- | ------------------- | -------- |
| 2002 | Clipping Adam                   | Adam Sheppard       |          |
| 2004 | Sleepover                       | Russell             |          |
| 2007 | An American Crime               | Ricky Hobbs         |          |
| 2007 | Mama's Boy                      | Keith               |          |
| 2008 | Remarkable Power                | Ross                |          |
| 2008 | Gardens of the Night            | Rachel / Brian      |          |
| 2008 | Never Back Down                 | Max Cooperman       |          |
| 2010 | Kick-Ass                        | Todd                |          |
| 2011 | Never Back Down 2: The Beatdown | Max Cooperman       |          |
| 2011 | The Good Doctor                 | Donny               |          |
| 2011 | Queen                           | Frat Guy            | Kortfilm |
| 2014 | Adult World                     | Alex                |          |
| 2014 | X-Men: Days of Future Past      | Peter / Quicksilver |          |
| 2015 | Safelight                       | Charles             |          |
| 2015 | The Lazarus Effect              | Clay                |          |
| 2016 | X-Men: Apocalypse               | Peter / Quicksilver |          |
| 2019 | X-Men: Dark Phoenix             | Peter / Quicksilver |          |

### Tv-serier
| År        | Titel                                      | Rolle                          | Noter                    |
| --------- | ------------------------------------------ | ------------------------------ | ------------------------ |
| 2004      | The Days                                   | Cooper Day                     | 6 afsnit                 |
| 2004-05   | Phil of the Future                         | Seth Wosmer                    | 5 afsnit                 |
| 2005-06   | Invasion                                   | Jesse Varon                    | 21 afsnit                |
| 2008      | Dirt                                       | Craig Hope                     | Enkelt afsnit            |
| 2008      | Forsvundet sporløst                        | Craig Baskin                   | Enkelt afsnit            |
| 2008      | Detektiv Monk                              | Eric Tavela                    | Enkelt afsnit            |
| 2008      | House                                      | Oliver                         | Enkelt afsnit            |
| 2008-09   | One Tree Hill                              | Jack Daniels                   | 6 afsnit                 |
| 2009      | Off the Clock                              | Jew                            | Enkelt afsnit            |
| 2009      | Ghost Whisperer                            | Dylan Hale (Ghost)             | Enkelt afsnit            |
| 2010      | Criminal Minds                             | Charlie Hillridge              | Enkelt afsnit            |
| 2010      | The Mentalist                              | Oliver McDaniel                | Enkelt afsnit            |
| 2010      | The Office                                 | Luke Cooper                    | Enkelt afsnit            |
| 2011      | Parenthood                                 | Brandon                        | Enkelt afsnit            |
| 2011      | In Plain Sight                             | Joey Wilson / Joey Roston      | Enkelt afsnit            |
| 2011–     | American Horror Story                      | Tate Langdon                   | 12 afsnit (Murder House) |
| 2011–     | American Horror Story                      | Kit Walker                     | 13 afsnit (Asylum)       |
| 2011–     | American Horror Story                      | Kyle Spencer                   | 11 afsnit (Coven)        |
| 2011–     | American Horror Story                      | Jimmy Darling                  | 13 afsnit (Freak Show)   |
| 2015–2016 | Hotel                                      | James Patrick March            | 11 afsnit                |
|           |                                            | Edward Mott                    | (Roanoke)                |
|           |                                            | Kai Anderson                   | (Cult)                   |
|           |                                            |                                | (Apocalypse)             |
| 2018-     | Pose                                       | Stan Bowes                     | 8 afsnit                 |
| 2021      | Wandavision                                | Pietro Maximoff / Ralph Bohner | 4 afsnit                 |
| 2022      | Dahmer – Monster: The Jeffrey Dahmer Story | Jeffrey Dahmer                 | 10 afsnit                |